# Mustafa Nurkić
Háfiz Mustafa-efendija Nurkić (8. ledna 1888 Banja Luka, Bosna a Hercegovina – 18. dubna 1966 Banja Luka, Socialistická federativní republika Jugoslávie) byl bosenskohercegovský islámský duchovní bosňáckého původu.

## Životopis
V rodném městě navštěvoval mekteb, obecnou školu a osmiletou medresu (Fejzijja medresa), islámskou vyšší školu, kterou tehdy vedl Ibrahim-efendija Maglajlić. Dále se vzdělával pouze jako autodidakt. Mezi lety 1911 a 1914 zastával post imáma v Mahmed-pašově (Jama) mešitě v obci Gornji Šeher u Banja Luky. Roku 1914, kdy se Ibrahim-efendija Maglajlić stal muftím v Tuzle, získal pozici tajemníka jeho úřadu. Nicméně již roku 1916 se vrátil do Banja Luky a zde působil coby pedagog, muderris, v Šibićově a poté Fejzijja medrese a současně pracoval jako tajemník zdejšího muftího. Po odchodu banjaluckého muftího Sadika-efendiji Džumhura na odpočinek roku 1935 byl jmenován na jeho místo. Na tomto postu setrval pouze rok, než byla změněna ústava Islámského společenství v Jugoslávii a jeho úřad nadobro zrušen. Roku 1936 tak byl formálně penzionován, avšak dále působil jako muderris v Sjednocené medrese (vznikla spojením Šibićovy a Fejzijja medresy) a posléze Nižší okružní medrese, která byla zřízena roku 1939.
Na přelomu let 1938 a 1939 Nurkić vykonal pouť do Mekky.
Jeho postoje během německé invaze do Jugoslávie v dubnu 1941 nejsou známy, nicméně 12. listopadu 1941 spolu s dalšími předními muslimy z Banja Luky podepsal tzv. Banjaluckou deklaraci kritizující nedávno ustavený ustašovský režim v Bosně a Hercegovině. Po skončení druhé světové války, kdy se v Jugoslávii chopili moci komunisté, byla Nižší okružní medresa z úřední moci zrušena, avšak Nurkić pokračoval v pedagogické činnosti v improvizovaných podmínkách až do roku 1948. Jistý čas prožil v ústraní, aby byl následně zvolen předsedou Vakufského výboru v Banja Luce, který spravoval majetek islámských nadací. Roku 1960 byl zvolen členem Rady Stařešinstva Islámského společenství v Bosně a Hercegovině.
Mustafa Nurkić zemřel v Banja Luce, ale pohřben byl ve dvoře Sofi Mehmed-pašovy mešity v obci Gornji Šeher.